# Fresno Frenzy
Die Fresno Frenzy waren ein Arena-Football-Team aus Fresno, Kalifornien das nur ein Jahr im Arena Football operierte. Die einzige Saison absolvierten die Frenzy in der af2. Ihre Heimspiele trugen sie in der Selland Arena aus.

## Geschichte
Die Frenzy wurden 2001 gegründet und nahmen zur Saison 2002 am Spielbetrieb der af2 teil. Nach nur einem Jahr löste sich der Verein allerdings wieder auf.

### Saison 2002 (af2)
Die Frenzy schlossen die Hauptrunde mit 4 Siegen zu 12 Niederlagen ab. Interessanter Nebenaspekt ist, dass alle acht Auswärtsspiele verloren wurden. In eigener Halle holte man 4 Siege und 4 Niederlagen. Schließlich belegten die Frenzy den letzten Platz der Western Division und verpassten die Playoffs.

## Zuschauerentwicklung
| Jahr | Zuschauerdurchschnitt |
| ---- | --------------------- |
| 2002 | 4.757                 |

Die meisten Zuschauer fanden sich am 27. April 2002 gegen die Quad City Steamwheelers ein. Die 54:62-Niederlage der Frenzy sahen 5.983 Zuschauer.

## Stadion
Die Frenzy trugen ihre Heimspiele in der Selland Arena aus. Die nach einem ehemaligen Bürgermeister von Fresno benannte Arena bietet bei Indoor Football Spielen Platz für 7.600 Zuschauer.